# Uniwersytet Libańsko-Amerykański
Uniwersytet Libańsko-Amerykański (arab. ‏لجامعة اللنانية الأميركية‎, ang. Lebanese American University – LAU) – anglojęzyczna, prywatna uczelnia w Libanie. Uniwersytet posiada dwa kampusy położone w Bejrucie i Byblos. Uczelnia jest ściśle związana z University of the State of New York.

## Historia
W 1835 r. amerykańscy misjonarze prezbiteriańscy otworzyli w Bejrucie Amerykańską Szkołę dla Dziewcząt (American School for Girls), przemianowaną następnie na Bejruckie Seminarium Kobiece (Beirut Female Seminary). W 1924 r. powstał na bazie tej szkoły dwuletni college, przygotowujący kobiety do studiów na AUB, który trzy lata później przyjął miano American Junior College for Women. W latach 1948–1949 został rozbudowany pod nazwą Beirut College for Women, natomiast w latach 70. zaczęto przyjmować na uczelnię również mężczyzn, co przyniosło zmianę nazwy na Beirut University College. Od połowy lat 90. funkcjonuje jako Uniwersytet Libańsko-Amerykański (Lebanese American University).

## Wydziały
- School of Arts & Sciences
- School of Architecture & Design
- School of Business
- School of Engineering
- School of Medicine
- School of Nursing
- School of Pharmacy